# マーヴィン・ウィンフィールド (第7代ポーズコート子爵)

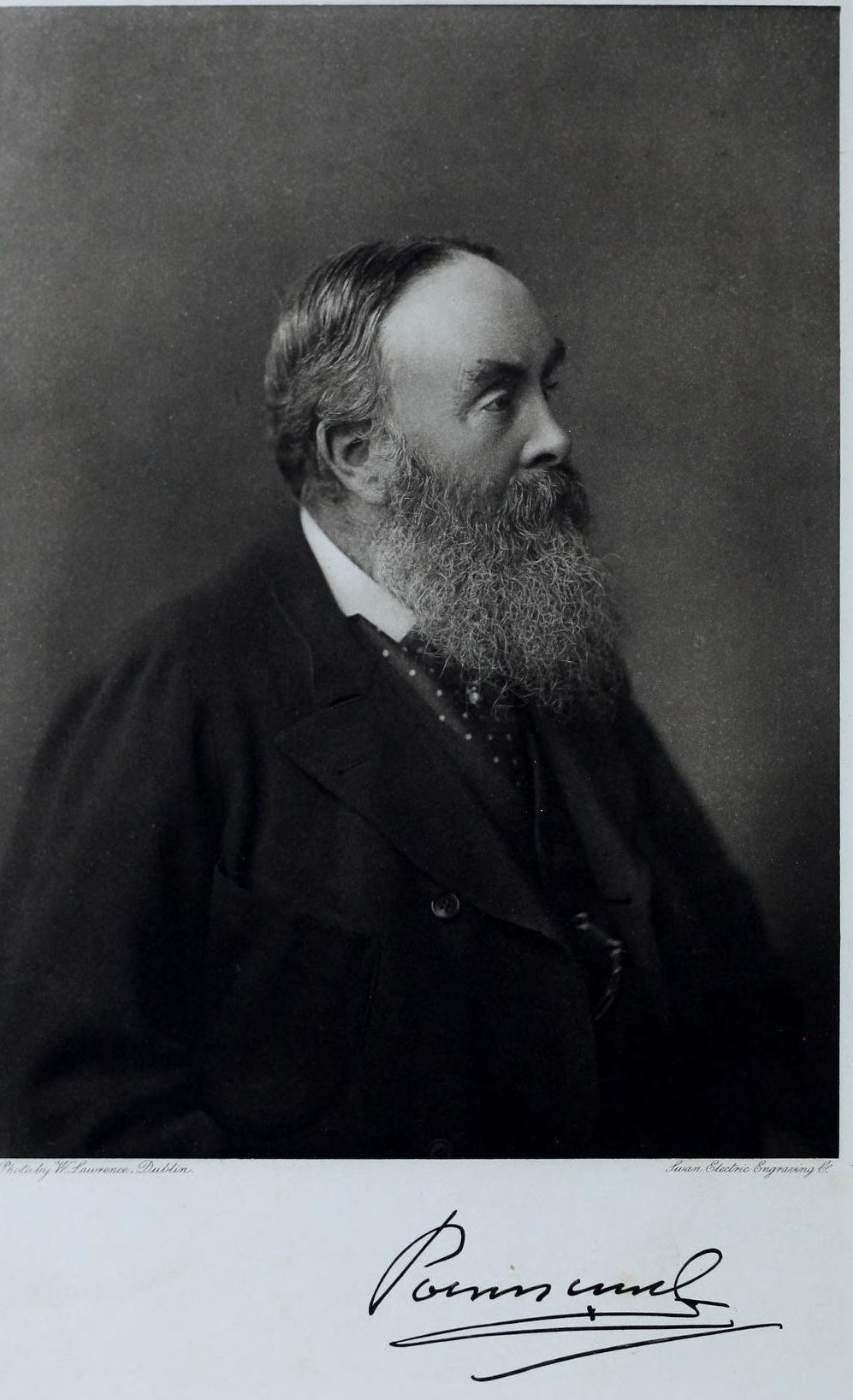
1903年の第7代ポーズコート子爵

第7代ポーズコート子爵マーヴィン・ウィンフィールド（英語: Mervyn Wingfield, 7th Viscount Powerscourt KP PC (Ire) MRIA、1836年10月13日 – 1904年6月5日）は、イギリスの政治家、アイルランド貴族。

## 生涯
第6代ポーズコート子爵リチャード・ウィンフィールドとエリザベス・フランシス・シャーロット・ジョスリン（Elizabeth Frances Charlotte Jocelyn、1813年12月13日 – 1884年9月2日、第3代ローデン伯爵ロバート・ジョスリンの娘）の息子として、1836年10月13日にポーズコート城（Powerscourt Castle）で生まれた。1844年8月11日に父が死去すると、ポーズコート子爵位を継承した。イートン・カレッジで教育を受けた後、1854年から1862年までライフガーズ第1連隊で士官を務めた。
1857年に成人した後、自領のポーズコート地所の発展に尽力したほか、芸術収集にも余念がなく、1864年にアイルランド国立美術館の理事に任命され、1875年に王立アイルランドアカデミー会員に選出された。1892年から1897年までロイヤル・ダブリン・ソサエティ会長を務めた。
1865年から1904年までアイルランド貴族代表議員を務め、貴族院で自由党を支持し、1869年のアイルランド国教会廃止に賛成票を投じた。その後、1871年8月2日に聖パトリック勲章を授与され、1885年6月27日に連合王国貴族であるウィックロー県におけるポーズコートのポーズコート男爵に叙された。しかし、ウィリアム・グラッドストンのアイルランド自治への転向に反対し、1886年に自由統一党に転じた。
1897年8月6日にアイルランド枢密院の枢密顧問官に任命された。
1883年時点でウィックロー県に40,986エーカーの、ウェックスフォード県に11,641エーカーの、ダブリン県に631エーカーの土地を所有し、これらの土地から年16,385ポンドの収入を得た。
1904年6月5日に死去、息子マーヴィン・リチャードが爵位を継承した。

## 著作
- Wingfield, Mervyn (1903). A Description and History of Powerscourt (英語). London: Mitchell and Hughes.

## 家族
1864年4月26日にジュリア・クック（Julia Coke、1844年12月4日 – 1931年8月7日、第2代レスター伯爵トマス・クックの娘）と結婚、2男3女をもうけた。
- マーヴィン・リチャード（1880年 – 1947年） - 第8代ポーズコート子爵
- モーリス・アンソニー（1883年6月21日 – 1956年4月14日） - 1906年10月10日、シビル・フランシス・レイランド（Sybil Frances Leyland、1967年12月20日没、フレデリック・ドーソン・レイランドの娘）と結婚、子供あり
- オリーヴ・エリザベス（Olive Elizabeth、1884年11月6日 – 1908年以降） - 1908年12月17日、第4代テンプルモア男爵アーサー・チチェスター（英語版）と結婚、子供あり
- クレア・メリエル（Clare Meriel、1886年6月5日 – 1969年7月23日） - 1917年1月10日、ウィリアム・ジョン・ベーツ・ヴァン・デ・ウェイヤー（英語版）と結婚、子供あり
- リラ・キャサリン・ジュリア（Lilah Katherine Julia、1888年1月13日 – 1981年10月20日） - 1912年11月21日、初代準男爵サー・クライヴ・モリソン＝ベル（英語版）と結婚、子供あり